# زينيا (شركة)
إرمينيجيلدو زينيا إن. في. (بالإنجليزية: Ermenegildo Zegna N.V.)‏ والمعروفة أيضًا باسم مجموعة زينيا (‎it‏) أو مجموعة إرمينيجيلدو زينيا (بالإنجليزية: Ermenegildo Zegna Group)‏ هي دار أزياء فاخرة إيطالية يقع مقرها الرئيسي في ميلانو. تأسست عام 1910 على يد إرمينيجيلدو زينيا في تريفيرو، بييلا، في منطقة بيمنتة في شمال إيطاليا. وتديرها عائلة زينيا وهي واحدة من أشهر شركات الملابس الرجالية الإيطالية على المستوى الدولي. اعتبارًا من عام 2021، أصبحت شركة عامة مدرجة في بورصة نيويورك.

## التاريخ

### التأسيس والسنوات الأولى
تعود أصول شركة العائلة إلى أواخر القرن التاسع عشر وأوائل القرن العشرين، عندما قرر مايكل أنجلو (أنجيلو) زينيا (1859–1923)، صانع الساعات من تريفيرو، بييلا، فتح مصنع للنسيج في بلدة فليكيا القريبة. في عام 1910، أسس ثلاثة من أبناء أنجيلو العشرة، بمن فيهم أصغرهم إرمينيجيلدو (من مواليد عام 1892)، إلى جانب شريك رابع، كوستانزو جياردينو فيتري، شركة لانيفيسيو زينيا وجياردينو فيتري في تريفيرو في جبال الألب بييلا. مع رحيل فيتري المبكر وأحد الإخوة، تولى إرمينيجيلدو القيادة منذ البداية، وانضم إليه شقيقه ماريو حتى أوائل الأربعينيات.

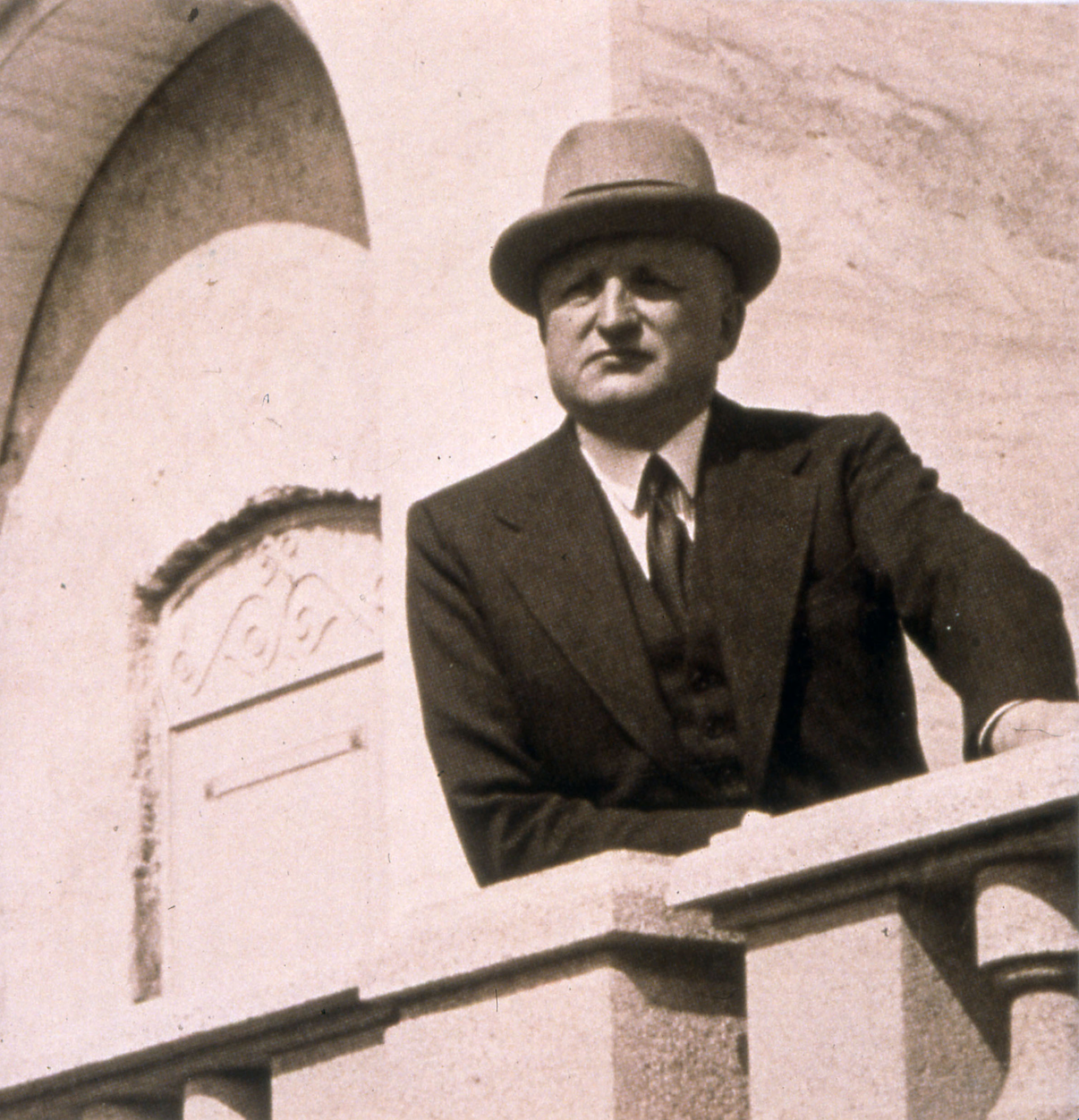
إرمينجيلدو زينيا (1892–1966)

### النمو
كانت رؤية زينيا هي إنشاء أقمشة عالية الجودة، لذلك بدأ في الحصول على الصوف مباشرة من العديد من البلدان حول العالم، مثل منغوليا وأستراليا وجنوب إفريقيا؛ كما اشترى أيضًا الآلات الحديثة من إنجلترا.
خلال فترة ما بين الحربين العالميتين، بدأت أعمال زينيا تزدهر. في أواخر عشرينيات القرن العشرين، وظفت شركة لانيفسيو (مصنع الصوف) أكثر من 700 عامل، ثم زاد عددهم إلى أكثر من 1000 في أواخر ثلاثينيات القرن العشرين. في عام 1938، بدأت الشركة في تصدير الأقمشة إلى الولايات المتحدة، من خلال شركتها التابعة لشركة زيجنا للصوف التي تأسست في مدينة نيويورك.
في عام 1942، انضم أبناء إرمينيجيلدو ألدو (من مواليد عام 1920) وأنجيلو (من مواليد عام 1924) إلى الشركة، والتي أعيدت تسميتها إلى إرمينيجيلدو زينيا وأبناؤه. في منتصف الخمسينيات من القرن العشرين، وظفت الشركة 1400 عامل.

### الجيل الثاني
تولى أبناء إرمينيجيلدو زينيا، ألدو وأنجيلو، إدارة الشركة في منتصف الستينيات. وتحت إشرافهما، وسعت العلامة أعمالها لتشمل البدلات الجاهزة وأنشأت مصانع وشبكات توزيع جديدة في الخارج. في عام 1968، افتُتح أول مصنع لإنتاج وحدات الأكمام والسراويل في نفارة، تلا ذلك افتتاح مصانع في إسبانيا واليونان وسويسرا. كما تم إنشاء أقسام المبيعات والتسويق في فرنسا وألمانيا والمملكة المتحدة والولايات المتحدة.
في عام 1972، أطلقت شركة زينيا خدمة التصميم حسب الطلب والتي تسمى سو ميسورا.
استمر اهتمام زينيا بجودة الصوف خلال الستينيات والسبعينيات، حيث أنشأت الشركة جوائز الصوف في أستراليا (1963) وكأس الموهير في جنوب إفريقيا (1970).
أدت استراتيجية التنمية الدولية التي انتهجها الأخوان زينيا إلى افتتاح أول متجر مملوك لهما في باريس عام 1980، تلاه متجر في ميلانو عام 1985. في عام 1991 أصبحت زينيا أول علامة تجارية فاخرة تفتتح متجرًا في الصين.

### الجيل الثالث

#### منذ التسعينيات حتى الوقت الحاضر
خلال تسعينيات القرن العشرين، دخل الجيل الثالث من عائلة زينيا إلى العمل. أصبح ابن أنجيلو، الذي يحمل اسم مؤسس الشركة، إرمينيجيلدو «جيلدو» زينيا، الرئيس التنفيذي للمجموعة في عام 1997؛ وأصبح ابن عمه باولو رئيسًا. وتحت إدارتهم، بدأت الشركة استراتيجية لتوسيع العلامة التجارية والتوسع الكامل.
من عام 1990 إلى عام 2020، استحوذت زينيا على الأغلبية في العلامة التجارية للأزياء النسائية أغنونا؛ تم بيعها لاحقًا لعائلة أيموني، فرع آخر من عائلة زينيا، مع احتفاظ مجموعة زينيا بنسبة 30 في المائة.
في عام 1991، أصبحت زينيا أول علامة تجارية فاخرة تدخل السوق الصينية، بمتجر رئيسي في بكين؛ وواحدة من أوائل العلامات التجارية التي دخلت السوق الهندية.
في عام 2008، أنشأت المجموعة مقرها الرئيسي الجديد في ميلانو، في مبنى صممه المهندسان المعماريان أنطونيو شيتيريو وجيانماريا بيريتا.

#### الاستحواذات
ابتداءً من أواخر تسعينيات القرن العشرين، قامت المجموعة بسلسلة من عمليات الاستحواذ على شركات إيطالية وأجنبية وسعت نطاق أعمالها وتشكل الآن «فيليرا»، وهي كيان فريد من نوعه مملوك للشركة وخاضع لسيطرتها، ويضم منتجي المنسوجات الإيطاليين المختارين، متكاملين مع قدرات التصنيع المميزة للفخامة، مما يضمن التميز والجودة والابتكار.
في عام 2009، استحوذت مجموعة إرمينيجيلدو زينيا على حصة الأغلبية في شركة تيسيتور دي نوفارا، وهي شركة متخصصة في نسج الحرير عالي الجودة.
في عام 2012، استحوذت على حصة أقلية في شركة بيتيناتورا دي فيروني، وهي شركة متخصصة في تمشيط الصوف الناعم والألياف الطبيعية.
في عام 2014، استحوذت شركة زينيا على أغلبية أسهم أخيل، وهي مزرعة صوف أسترالية تضم حوالي 12500 رأس من الأغنام في قطيعها.
في عام 2016، استحوذت المجموعة على حصة الأغلبية في شركة بونوتو، وهي شركة تصنيع منسوجات راقية مقرها في مولفينا، فشنزة، مما أعطى المجموعة إمكانية استكشاف مجالات جديدة مثل المفروشات والأقمشة التجريبية.
بعد عامين، استحوذت شركة زينيا – من خلال شركتها التابعة زيكا – على شركة صناعة القبعات التاريخية كابيليفيسيو سيرفو.
في عام 2018، استحوذت شركة زينيا – التي تتواجد بالفعل في الهند بثلاثة متاجر – بالتعاون مع شركة رلاينس على حصة في شركة مصمم الأزياء الهندي راغافيندرا راثور. في نفس العام، أعلنت شركة زينيا أنها اشترت 85% من شركة ثوم براون، وهي علامة تجارية للملابس الرجالية والنسائية مقرها مدينة نيويورك، تأسست عام 2001.
في عام 2019، اشترت زينيا حصة 65% من شركة Dondi الإيطالية لتصنيع أقمشة الجيرسي، مما زاد من سيطرتها على سلسلة توريد المنسوجات.
في يونيو 2021، اشترت مجموعة زينيا حصة أغلبية بنسبة 60% في تيسيتورا أوبيرتينو، وهي شركة لتصنيع الأقمشة الراقية ومقرها في بيمنتة. وبعد بضعة أسابيع، اشترت زينيا أيضًا حصة بنسبة 40% في تيسيتور بياجيولي موديستو، وهي شركة غزل إيطالية متخصصة في إنتاج الكشمير.
في عام 2023، أعلنت مجموعة برادا ومجموعة إرمينيجيلدو زينيا عن اتفاق للاستحواذ على حصة أقلية في شركةلويجي فيديلي وفيجليو إس.آر.إل.، وهي شركة إيطالية مملوكة لعائلة تأسست عام 1934 في مونزا، وهي الآن في جيلها الثالث، ومعترف بها عالميًا كشركة متميزة في الملابس المحبوكة المصنوعة في إيطاليا من خيوط دقيقة.

#### الإدراج في البورصة
في عام 2021، وافقت شركة زينيا على طرح أسهمها للاكتتاب العام من خلال الاندماج مع شركة استحواذ أمريكية ذات غرض خاص أطلقتها مجموعة الأسهم الخاصة الأوروبية الاستثمار الصناعي.
في 20 ديسمبر 2021، أصبحت مجموعة زينيا شركة عامة في نيويورك بتقييم 3.1 مليار دولار وقيمة سوقية 2.4 مليار دولار. وهي أول شركة أزياء إيطالية يتم إدراجها في نيويورك.
تحتفظ عائلة زينيا بالسيطرة على الشركة بأكثر من 60% من رأس المال، والتي يمتلكها إرمينيجيلدو زينيا والشركة العائلية مونتيروبيلو إس إس بشكل مباشر. منذ عام 2022، يقع المقر القانوني للشركة في هولندا، بينما يظل مقرها التشغيلي في إيطاليا.

## العلامات التجارية

شعار منذ عام 2021

تعمل مجموعة إرمينيجيلدو زينيا في السوق من خلال ثلاث علامات تجارية متكاملة: زينيا، و توم براون، وأزياء توم فورد.

### زينيا
تأسست شركة زينيا في عام 1910 كشركة نسيج («لانيفيسيو زينيا»). كانت تُعرف سابقًا باسم إرمينيجيلدو زينيا، وفي عام 2021، بالتوازي مع إدراج المجموعة في سوق الأوراق المالية، أصبح اسم العلامة التجارية ببساطة زينيا. كما تم اعتماد شعار جديد، يشير إلى الطريق الذي بدأ منه كل شيء، تكريمًا لرؤية المؤسس والتزامه، الذي روّج في ثلاثينيات القرن العشرين لبناء الطريق الإقليمي 232 بانوراميكا زينيا، الذي يعبر أراضي الشركة الأصلية.
في عام 2003 دخلت زينيا سوق العطور. وعلى مر السنين، وقعت أيضًا شراكات مع علامات تجارية كبرى أخرى مثل مازيراتي، وماركولين وريال مدريد.
منذ يونيو 2016، أصبح المدير الفني لشركة زينيا هو أليساندرو ساتورو، الذي أوكلت إليه المهام الإبداعية لجميع العلامات التجارية زينيا.
في عام 2021، شكلت المنتجات التي تحمل علامة زينيا التجارية 66% من إيرادات المجموعة.

### توم براون
توم براون هي علامة تجارية للأزياء الفاخرة مقرها مدينة نيويورك، أسسها المصمم الأمريكي توم براون في عام 2001. استحوذت مجموعة إرمينيغيلدو زينيا على حصة 85% في توم براون في أغسطس 2018، بقيمة 500 مليون دولار. احتفظ المؤسس بدور الرئيس الإبداعي للشركة.
يتم تقديم العلامة التجارية في حوالي 300 متجر في 40 دولة؛ وفي عام 2021، كانت تمثل 20% من إيرادات المجموعة.

### أزياء توم فورد
اعتبارًا من 29 أبريل 2023، بعد اكتمال عملية الاستحواذ على شركة توم فورد إنترناشيونال، استحوذت مجموعة إرمنيجيلدو زينيا من شركة إستي لودر على ترخيص العلامات التجارية توم فورد لخطوط الملابس الرجالية والنسائية والإكسسوارات والملابس الداخلية والمجوهرات الفاخرة وملابس الأطفال والمنسوجات المنزلية ومنتجات التصميم. تبلغ مدة العقد عشرين عامًا ويتضمن تجديدًا تلقائيًا لعقد إضافي.

### فيلييرا
تسيطر مجموعة إرمنيجيلدو زينيا على سلسلة القيمة الكاملة لمنتجاتها، من شراء المواد الخام إلى إنتاج الأقمشة إلى تصميم وبيع المنتجات النهائية. تسيطر المجموعة وتشارك في تسع شركات تُعرف باسم فيلييرا، والتي تضم مصنعي المنسوجات الإيطاليين المتخصصين في جميع مجالات الاهتمام.

#### لانيفيسيو إرمينيجيلدو زينيا
يقع مصنع إرمينيجيلدو زينيا للصوف في مدينة تريفيرو، في منطقة بيدمونت في شمال إيطاليا. وقد أسسه إرمينيجيلدو زينيا في عام 1910، عندما كان يبلغ من العمر 18 عامًا. وتحت إشراف مجموعة زينيا، تتم معالجة الصوف المقصوص القادم من عدة بلدان في مصنع إرمينيجيلدو زينيا، من خلال الجمع بين الأنشطة الحرفية والتقنيات الحديثة، من المواد الخام إلى التشطيب.

#### تيسيتور دي نوفارا
تأسست الشركة عام 1932 على يد لويجي بالدي في بيرنات، وهي جزء من بلدية نوفارا، وهي شركة نسج حرير متخصصة في إنتاج الكشمير والحرير الخالص والأقمشة الطبيعية الراقية. وقد استحوذت عليها شركة زينيا عام 2009.

#### بيتيناتورا دي فيروني
تأسست شركة بيتيناتورا دي فيروني في عام 1960، وهي عبارة عن مصنع تمشيط يقع في منطقة النسيج في بييلا ويتخصص في تمشيط الصوف فائق النعومة والكشمير والفكونا. في عام 2009، استحوذت كل من زينيا ولورو بيانا ومارزوتو على حصة 15% لكل منها في الشركة.

#### بونوتو
تأسست شركة بونوتو في عام 1912 كشركة لتصنيع قبعات القش، وتم تحويلها إلى شركة تصنيع منسوجات بواسطة نيكلا دونازان ولويجي بونوتو في عام 1972. في عام 2016، استحوذت مجموعة زينيا على حصة مسيطرة في الشركة. تشتهر بونوتو باتباع نموذج «المصنع البطيء»، الذي يهدف إلى الحرفية ورفض التوحيد القياسي والإنتاج المتسلسل منخفض التكلفة. تشتهر بونوتو أيضًا بالأرشيف الغني لمؤسستها، والذي يضم أكثر من 24000 عمل فني.

#### كابيليفيسيو سيرفو

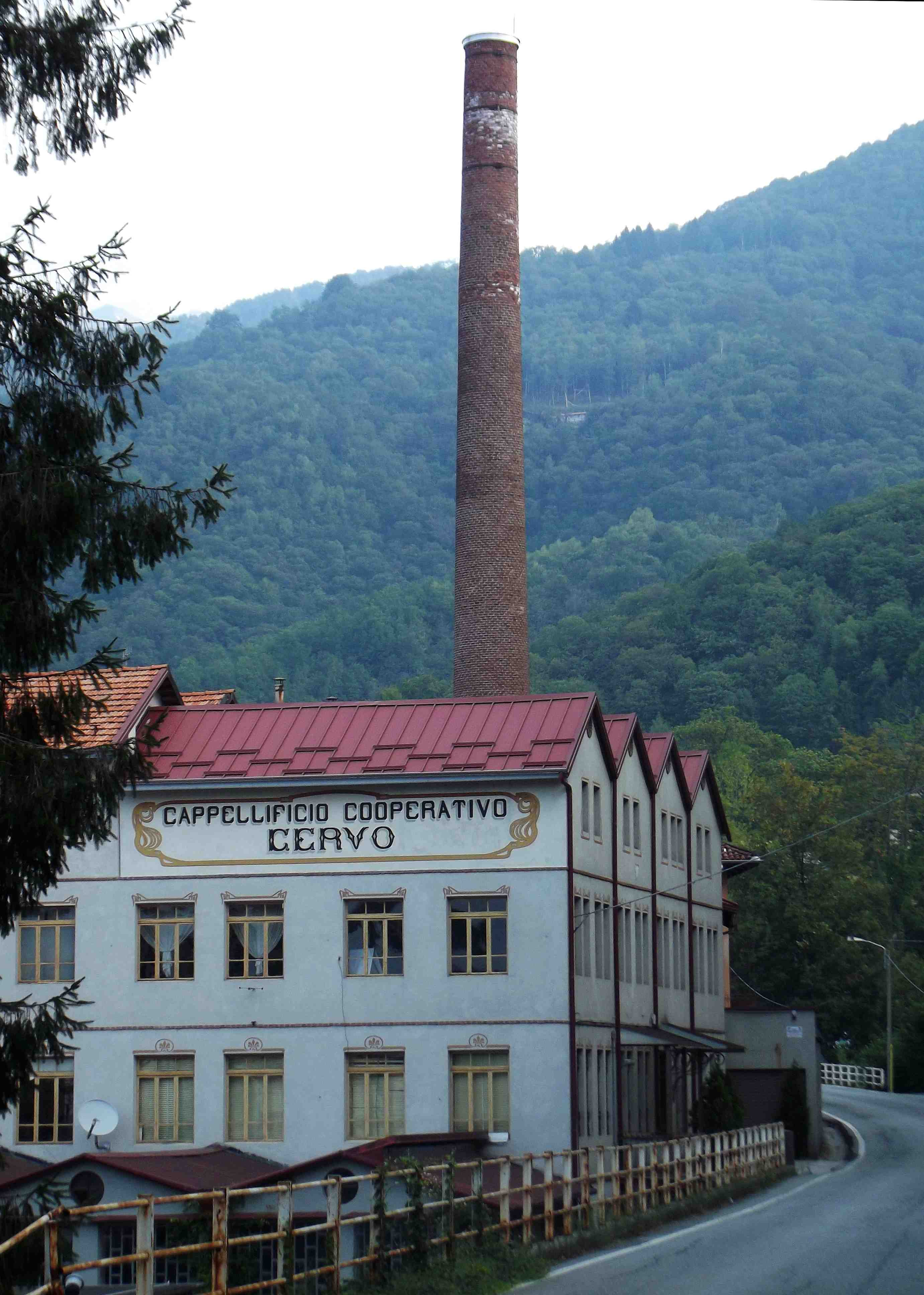
كابيليفيسيو سيرفو

يقع كابيليفيسيو سيرفو في ساليانو ميكا (بييلا)، وهو مصنع دواجن تاريخي (تأسس عام 1897) استحوذت عليه شركة زيكا التي تسيطر عليها زينيا في عام 2018،  بهدف إعادة إطلاقه، بالشراكة مع رجل الأعمال فينسينزو كالديسي وأرتيجيانا كابيلاي.

#### دوندي
تأسست شركة مودنة في السبعينيات تحت اسم دوندي جيرسي، وهي شركة مشهورة بتصنيع الملابس المحبوكة الراقية للرجال والنساء، ومقرها في مركز كاربي للمنسوجات بالقرب من مودينا. في يوليو 2019، استحوذت مجموعة زينيا على حصة 65% في دوندي، بينما تحتفظ عائلة دوندي كابيلي التي لا تزال تدير الشركة بنسبة 35% المتبقية، وهي مسؤولة عن الإدارة والتوجيه الإبداعي للشركة.

#### تيسيتورا أوبيرتينو
تيسيتورا أوبيرتينو هي شركة متخصصة في صناعة الأقمشة الراقية للملابس النسائية، مثل التويد والجاكار. تأسست الشركة في عام 1981 على يد أدالجيسو أوبيرتينو ومقرها بالقرب من بييلا. في يونيو 2021، استحوذت مجموعة إرمينيجيلدو زينيا على حصة 60% في الشركة؛ احتفظ ابنا المؤسس أدالجيسو أوبيرتينو بحصة 40% بالإضافة إلى الإدارة والتوجيه الإبداعي.

#### فيلاتي بياجيولي موديستو
تأسست الشركة عام 1919 كشركة غزل على يد والد موديستو بياجيولي، وأصبحت شركة فيلاتي بياجيولي موديستو عام 1967. يقع مقر الشركة في مونتالي (بيستويا) وتعتبر رائدة عالمية في إنتاج الخيوط عالية الجودة. في عام 2021، استحوذت مجموعة زينيا ومجموعة برادا بشكل مشترك على حصة الأغلبية في فيلاتي بياجيولي موديستو، وهي شركة متخصصة في الكشمير والخيوط النبيلة الأخرى. تم تعيين الرئيس التنفيذي لشركة زينيا جيلدو زينيا رئيسًا.

#### لويجي فيديلي وفيجليو
تأسست الشركة عام 1934 في منزة، وهي متخصصة في صناعة الملابس المحبوكة عالية الجودة. وفي عملية مشتركة عام 2023، استحوذت كل من زينيا وبرادا على حصة 15% في الشركة. ووفقًا للاتفاقية، انضم جيلدو زينيا وباتريزيو بيرتيلي إلى مجلس إدارة الشركة.

## البيانات المالية
مجموعة إرمنيجيلدو زينيا هي أكبر علامة تجارية للأزياء الفاخرة للرجال في العالم من حيث الإيرادات. اعتبارًا من عام 2021، تدير إرمنيجيلدو زينيا أكثر من 500 متجر بيع بالتجزئة في جميع أنحاء العالم. في عام 2023، أعلنت عن إيرادات بلغت 1،904.5 مليون يورو وصافي ربح بلغ 135.7 مليون يورو. تم تحقيق ما يقرب من 35% من المبيعات في منطقة أوروبا والشرق الأوسط وأفريقيا، و41% في منطقة آسيا والمحيط الهادئ، و22% في أمريكا الشمالية، و2% في أمريكا اللاتينية.

## حوكمة الشركات
في عام 2021، أصبحت المجموعة شركة عامة. وبالتالي، تولى إرمينيجيلدو (جيلدو) زينيا، حفيد المؤسس إرمينيجيلدو، منصب رئيس مجلس الإدارة بالإضافة إلى منصب الرئيس التنفيذي، بينما انضم أبناء عمه باولو وآنا زينيا إلى مجلس الإدارة.زينيا هي أكبر شركة منتجة للأقمشة ذات الجودة العالية في العالم.

## الالتزام الاجتماعي
تتميز مجموعة إرمينيجيلدو زينيا بنشاطها بشكل خاص في مجال المسؤولية الاجتماعية للشركات، والتي بدأت في ثلاثينيات القرن العشرين عندما تميز المؤسس بترويج سلسلة من مبادرات الرعاية الاجتماعية لصالح مجتمع تريفيرو.
في عام 1993، تم إنشاء واحة زينيا في جبال بييلسي، وهي منطقة طبيعية تبلغ مساحتها 100 كيلومتر مربع حيث تم زراعة أكثر من 500،000 شجرة صنوبرية في أواخر ثلاثينيات القرن العشرين أثناء بناء الطريق البانورامي.

## الأرشيف
منذ عام 2007، تم الحفاظ على الأرشيف التاريخي للمجموعة فيكازا زينيا في تريفيرو. وهو مركز أرشيفي شامل يضم وثائق وصورًا ورسومات فنية وكتبًا نموذجية وأشياء تم إنشاؤها على مدار أكثر من مائة عام من النشاط الصناعي.

## وصلات خارجية
- «تأملات زينيا»، سارة رابر لارينودي، تايم، 29 سبتمبر 2008 (بالإنجليزية)